# Yesterday's Ring
Yesterday's Ring est un groupe de country folk canadien, originaire de Memphis, dans le Tennessee, et basé à Montréal, au Québec. Yesterday's Ring est le projet parallèle des membres du groupe The Sainte Catherines. À l'origine, il s'agissait d'un projet acoustique. Celui-ci c'est transformé en un son country folk depuis la parution de El Rancho.

## Biographie
Yesterday's Ring est formé en été 2000 à Memphis, dans le Tennessee. Fred Jacques (guitare, chant) et Hugo Mudie (chant) partent en tournée avec le groupe The Sainte Catherines. Ils décident de former un groupe folk rock/country influencé par un mélange de Bruce Springsteen, Johnny Cash et des légendes du punk comme Tim Armstrong de Rancid, Joe Strummer de The Clash, et Shane Macgowan de The Pogues.
Le duo revient dans son pays natal, le Canada, et sort un EP au label Dare to Care Records. En 2003, un premier album de funk acoustique intitulé Onze chansons pour faire pleurer les morts-vivants est publié, toujours au label Dare to Care, avec à leurs côtés Louis Valiquette (guitare, chant) et Marc-André Beaudet (basse, chant) des Sainte Catherines. Après des dates de tournées nord-américaines et européennes, ils sortent en 2005, El Rancho, qui attire l'intérêt des médias québécois,. Le groupe ajoute ensuite des guitares, basse, claviers, de l'harmonica et du banjo.
Après avoir joué avec des groupes comme Lucero et The Real McKenzies, et avec plus de 200 concerts canadiens, le groupe sort l'EP Back from El Rancho en 2006 et continuent leurs tournées,.
Désormais accompagné de Mathieu Guilbault (basse, Fifth Hour Hero/Mi Amore/Rudy Caya) et de Ryan Battistuzzi (guitare, banjo, pedal steel), en plus de musiciens comme Malcolm Bauld, Mara Tremblay, Béatrice Martin de Cœur de Pirate, Keith Douglas et Chuck Robertson des Mad Caddies, ils commencent à écrire un album influencé country. Cet album, intitulé Diamonds in the Ditch, est publié en 2009.

## Discographie
- 2000 : Dare to Care Split Serie: The Couch Addiction et Yesterday's Ring (Dare to Care Records)
- 2003 : 11 chansons pour faire pleurer les morts-vivants (Dare to Care Records)
- 2005 : El Rancho (Dare to Care Records/Yo-Yo Records)
- 2005 : Back from El Rancho (Dare To Care Records)
- 2009 : Diamonds in the Ditch (Aquarius, Suburban Home, Yo-Yo Records)
- 2022 : Goodbye Nightlife (Indépendant)